# 劉媼
昭靈后（？—？），史稱劉媼，一說王含始，漢初直升太上皇的劉太公之妻，漢高祖刘邦之母，在汉朝創立時已故。
她事跡不詳，只知她嫁與劉太公及生下劉邦。前202年，劉邦即皇帝位，追尊她為昭靈夫人。後來在漢高帝七年（前200年）改稱昭靈后。

## 名稱
劉媼名稱始於《史記》。南梁沈约所編《宋書》記載劉媼名為含始。
顏師古認為，劉邦父母本名皆未被記錄下來，所以《史記》只稱他為太公。後世史書記錄的名字，皆是由讖記而來，非正史記錄。日本學者佐竹靖彥，認為劉邦家族出身平民，非為貴族，所以本無名字。史書所記載名字，皆是劉邦成為皇帝後才出現的。